# Pedro de Arbulo

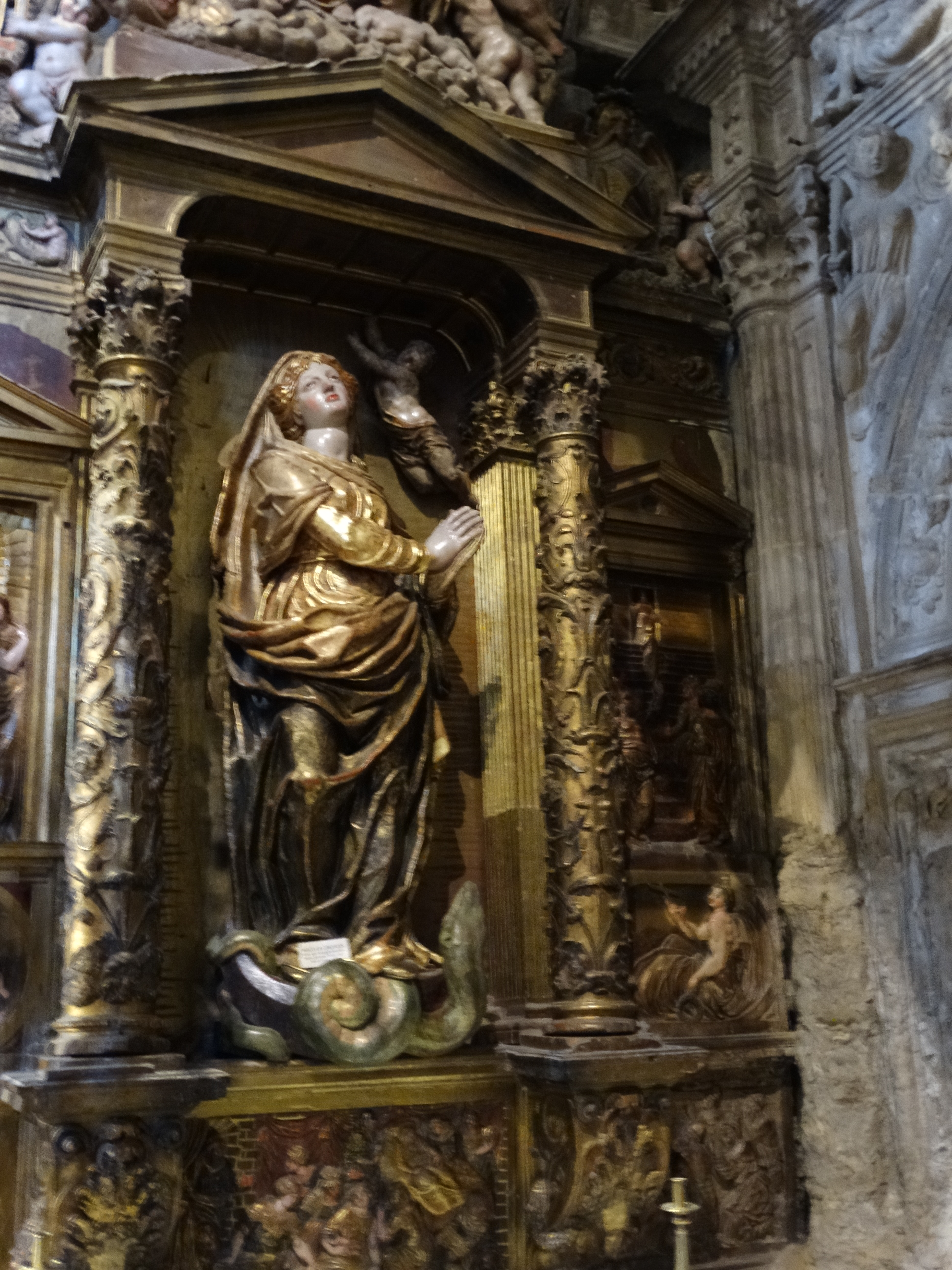
Retablo de la Virgen de Pedro de Arbulo en la iglesia de la Asunción de Briones

Pedro de Arbulo es un escultor del siglo XVI. 
Se cree era sido natural de Santo Domingo de la Calzada, porque vivió mucho tiempo en esta ciudad por los años de 1565 casado con Ana de Romerino y porque hay en ella un barrio llamado de Marguvete. Si no estudió en Florencia, no pudo dejar de ser uno de los discípulos más aventajados de Alonso Berruguete en Castilla. Las estatuas, los bajorrelieves, la arquitectura y adorno del retablo mayor de la villa de San Asensio en la Rioja, que ejecutó no dejan duda de haber estudiado en la escuela de Buonarota o de Berruguete, que es lo mismo. La rotundidad y grandeza de las formas, la diligencia en descubrir el desnudo, la de indicarle quando está cubierto, el empeño en manifestar el demasiado estudio de la anatomía, la fiereza de los caracteres, los pliegues de los paños, la fuerza de la expresión y otras circunstancias del estilo, que se observan en los citados baxos relieves y figuras, confirman esta sospecha, fundada en la historia y conocimientos de las bellas artes en España.
El retablo es de dos cuerpos sobre un zócalo y un sotabanco en el que se representan de bajorrelieve la cena, el lavatorio de los pies, la oración del huerto y la prisión del Señor. El primer cuerpo contiene seis pilastras jónicas con cinco nichos. En el del medio está la ascensión del Señor que es el misterio titular. En los dos inmediatos las estatuas de San Pedro y San Pablo con los evangelistas encima y en los dos restantes los bajorrelieves de la encarnación y nacimiento del hijo de Dios. Comprende el segundo cuerpo otras seis pilastras corintias con otros cinco nichos, representando en el del medio la venida del Espíritu santo con las estatuas de San Juan y de Santiago en los inmediatos y en los otros dos los bajorrelieves de la circuncisión y de la adoración de los reyes. Remata el retablo con el juicio universal de figuras redondas y de gran tamaño y hay sobre la mesa de altar un excelente tabernáculo de dos cuerpos.

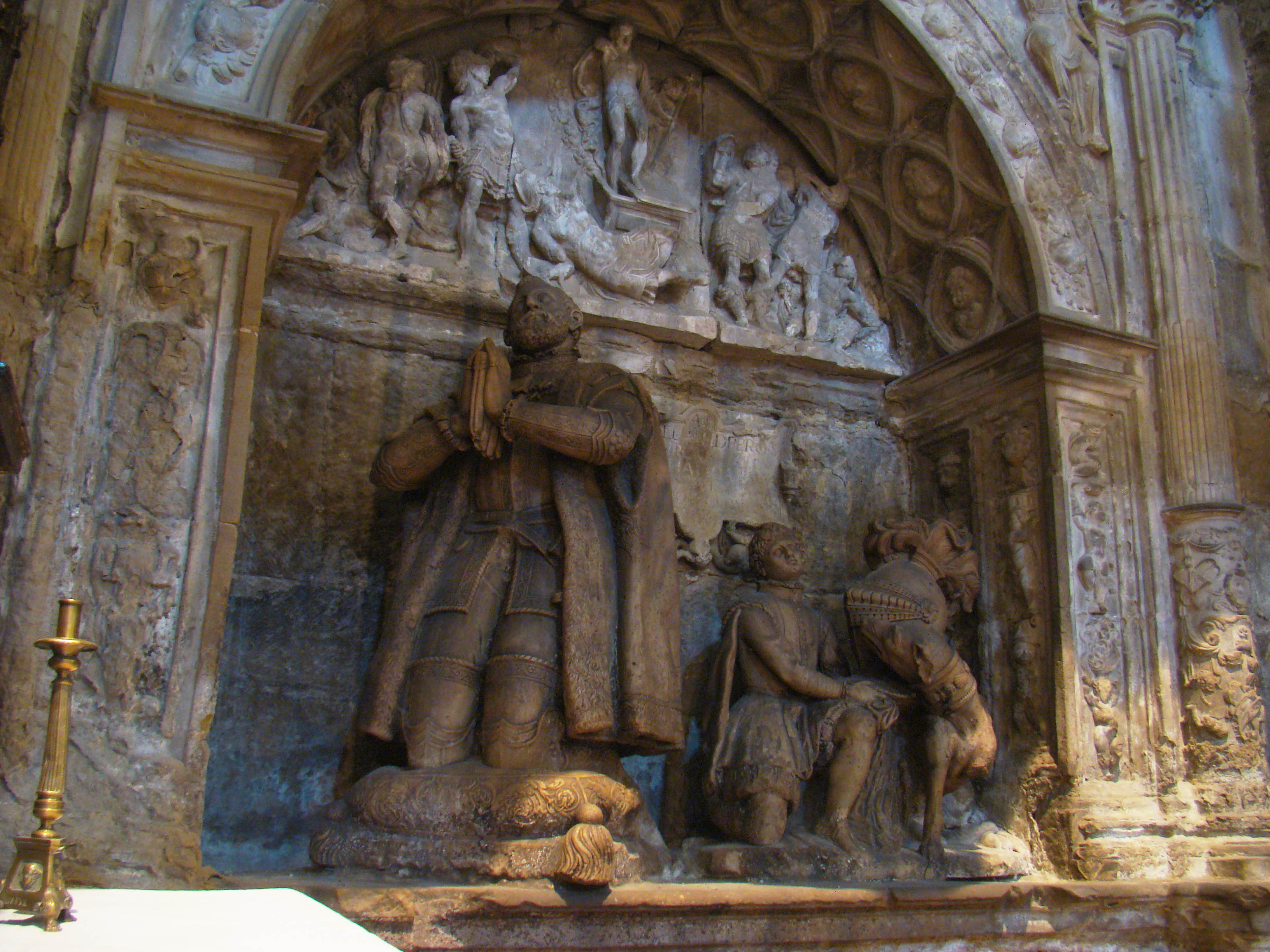
Escultura de Pedro de Hircio de Pedro de Arbulo

Comenzó Arbulo a trabajar este retablo y la sillería del coro a principios del año de 1569, según consta del libro de fábrica de esta iglesia en el que hay diferentes partidas del dinero que se le entregó a buena cuenta y al folio 60 se halla un auto de visita del año de 1575 que entre otras cosas dice así: 
El dicho señor visitador, queriendo ajustar cuentas entre Pedro de Arbulo, imaginario y la iglesia sobre el retablo y sillas del coro, halló que el dicho Pedro de Arbulo ha de haber por el dicho retablo, sillas del coro, escaños y asientos, conforme a una declaración hecha por oficiales, ante los señores provisores en Logroño a 22 días del mes de junio de 1574, 7387 ducados, que valen por maravedises 2.762732 maravedís.
Falleció este profesor el año de 1608 en la villa de Briones donde últimamente se había avecindado y en 1609 se acabó de pagar 900 reales del importe de estas obras al licenciado Arbulo su hijo y heredero. En el mismo libro al folio 107 vuelta se halla la obligación que hizo Miguel Salazar, vecino de santo Domingo de la Calzada, de dorar y estofar el retablo en 73.014 reales. Probablemente serán de mano de nuestro artista algunos retablos y estatuas de las iglesias y monasterios de la Rioja, que se atribuirán á Berruguete o a algún otro profesor de más nombre y más conocido que Pedro de Arbulo. 